# Ophiacantha cervicornis
Ophiacantha cervicornis är en ormstjärneart som beskrevs av George Richard Lyman 1883. Ophiacantha cervicornis ingår i släktet Ophiacantha och familjen knotterormstjärnor. Inga underarter finns listade i Catalogue of Life.